# Пенське
Пенське (пол. Peńskie) — село в Польщі, у гміні Крипно Монецького повіту Підляського воєводства.
Населення — 258 осіб (2011).
У 1975—1998 роках село належало до Білостоцького воєводства.

## Демографія
Демографічна структура станом на 31 березня 2011 року:
|          | Загалом | Допрацездатний вік | Працездатний вік | Постпрацездатний вік |
| -------- | ------- | ------------------ | ---------------- | -------------------- |
| Чоловіки | 136     | 38                 | 79               | 19                   |
| Жінки    | 122     | 29                 | 58               | 35                   |
| Разом    | 258     | 67                 | 137              | 54                   |